# Miracle Mineral Supplement
Miracle Mineral Supplement, Miracle Mineral Solution, Magical Mineral Solution či Master Mineral Solution (MMS, česky zázračný minerální lék) je oxid chloričitý, který se připravuje použitím roztoku 28% chloritanu sodného v destilované vodě, který uživatel smíchá v předepsaném poměru s druhou složkou výrobku (kyselina citronová, hydrogensíran sodný, nebo elektrolýzou) za vzniku oxidu chloričitého, a po naředění jej užívá.
Název poprvé použil Jim Humble (který se nechal jmenovat arcibiskupem své církve Genesis II, aby se vyhnul problémům se zákonem z důvodu propagace neschváleného léku) ve své knize The Miracle Mineral Solution of the 21st Century (česky Zázračný minerální roztok tohoto století), kterou vydal vlastním nákladem v roce 2006. Roztok existuje v různých formách a jeho propagátory jsou mu nepravdivě připisovány léčivé účinky proti řadě nemocí, včetně HIV či rakoviny. Existence těchto léčivých účinků nebyla prokázána a mnoho zdravotních institutcí vydalo varování před zdravotními riziky užívání MMS.

## Varianty
- CDS (chlorine dioxide solution – roztok oxidu chloričitého) je nejstarší forma čistého roztoku oxidu chloričitého ve vodě, tedy vodný roztok oxidu chloričitého. Tato verze je vyráběna rozpouštěním oxidu chloričitého ve vodě při reakci chloritanu sodného (NaClO2) a kyseliny citronové (C₆H₈O₇)
- CDS2 je forma čistého roztoku oxidu chloričitého ve vodě, tedy vodný roztok oxidu chloričitého. Tato verze je vyráběna rozpouštěním oxidu chloričitého ve vodě při reakci chloritanu sodného (NaClO2) a hydrogensíranu sodného (NaHSO4)
- ECDS - forma čistého oxidu chloričitého rozpuštěného ve vodě vyrobené pomocí elektrolytické cesty.

## Údajné léčivé účinky
Roztok MMS je propagován jako lék proti HIV, malárii, virům hepatitidy, chřipkovému viru H1N1, běžnému nachlazení, akné, rakovině, autismu, covidu-19 a dalším onemocněním, ale účinnost roztoku in vivo zatím nebyla prokázána žádnou vědeckou studií a proto se oficiálně nepovažuje za lék. Ačkoliv dvě studie neprokázaly, že by denní příjem 500 ml vody s oxidem chloričitým až o koncentraci 5 mg/l u lidí nebo 40 mg/l u myší způsoboval jakékoliv zdravotní potíže, mnohé zdravotní instituce vydaly varování, že užívání roztoku oxidu chloričitého může způsobit závažné zdravotní problémy. V mnohonásobně vyšších koncentracích způsobuje podráždění očí, dýchacích cest a další komplikace. Bezpečnostní limit pro pracovníky v USA je stanoven na 0.1 mg/l pro 8 hodinovou pracovní dobu, limit FDA pro balenou vodu je 0.8 mg/l, při vystavení se více než 20ppm/m3 ve vzduchu na čtyři hodiny u krys může dojít k plicnímu edému. Tzv. "Protokol 3000" má podle webů propagujících MMS koncentraci oxidu chloričitého až 24 ppm (24 mg/l), tzn. 30x překračující maximální povolený limit stanovený FDA..
Zdeněk Mrozek, viceprezident České lékařské komory, přirovnal přípravek vzhledem k doporučené dávkování přirovnává k homeopatikům či placebu. Pokud je dodržen návod a MMS se nechá dostatečně dlouho odstát, chlor vyprchá a přípravek by tak neměl mít žádné žádoucí ani nežádoucí účinky. Podle Mrozka se ze strany prodejců jedná o zjevný byznys. Neředěný chloritan sodný je navíc žíravý a může způsobit perforace jícnu a žaludku, ethemoglobinémii, metabolický rozvrat a akutní renální selhání. Jsou známy také případy, kdy po požití MMS zemřely děti. Přípravek také může být prodejci naředěn chlornanem sodným, tedy „savem“, a způsobit zdravotní problémy, přinejmenším hrozí popálení jícnu a vnitřností.

## Prodej
MMS se v Česku nesmí prodávat jako léčivý přípravek, proto se jeho prodejci vyhýbají postihu tím, že jej jako takový neinzerují a prodávají ho například bez kyseliny citronové jako „pouhou surovinu“ či přípravek na čištění vody. MMS, označený jako bělidlo na textil, prodává například na e-shopu firmy Narita Dox bývalý politik ČSSD Jan Kořínek společně s knihami o léčivých účincích této látky. Na přelomu února a března 2022 na provozovatele e-shopu podala trestní oznámení Česká obchodní inspekce pro ohrožování zdraví závadnými potravinami a jinými předměty.

## Oficiální varování před užíváním
K užívání MMS, CDS či CDH vydaly varovná prohlášení četné národní instituce.
Česká republika
- Ministerstvo zdravotnictví České republiky – 2015[1], 2010[16]
- SÚKL (Státní ústav pro kontrolu léčiv) – 2011[17]
- SZPI (Státní zemědělská a potravinářská inspekce) – 2010[18], 2015[19]

Slovenská republika
- NTIC (Národné toxikologické informačné centrum) – 2011[20]
- Úrad verejného zdravotníctva SR Archivováno 2. 5. 2019 na Wayback Machine. – 2010[21]

Polsko
- Główny Inspektor Sanitarny Archivováno 9. 1. 2016 na Wayback Machine. – 2014[22]

Maďarsko
- ÁNTSZ OTH Közegészségügyi Főosztály – 2010[23]

Velká Británie
- Food Standards Agency – 2015[24], 2010[25]

USA
- FDA (U.S. Food and Drug Administration) – 2015[26][27], 2014[28][29], 2010[30]

Kanada
- Health Canada – 2014[31], 2012[32][33][34], 2010[35]

Austrálie
- Therapeutic Goods Administration – 2014[36]